# Jordi Roca Fontané
Jordi Roca Fontané (Gerona, 2 de mayo de 1978) es un cocinero español, conocido por ser el pastelero del restaurante El Celler de Can Roca. En 2014 ganó el premio inaugural de «Mejor chef de pastelería del mundo» de la revista Restaurant. En abril de 2018 se estrenó en Netflix un episodio de Chef's Table: Repostería con Jorge. Desde 2016 sufre distonía, una enfermedad neurológica caracterizada por contracciones musculares involuntarias y que le había dejado permanentemente afónico. Recientemente recuperó la voz, tras 7 años de haber sufrido afonía.

## Logros
- 2002. Segunda estrella Michelin para El Celler de Can Roca.
- 2009 Tercera estrella Michelin para El Celler de Can Roca[3] y 5.º puesto en la revista Restaurant.
- 2011 Segundo mejor restaurante del mundo para El Celler de Can Roca, por la revista Restaurant.
- 2012 Segundo mejor restaurante del mundo para El Celler de Can Roca, por la revista Restaurant.
- 2013 Mejor restaurante del mundo para El Celler de Can Roca, por la revista Restaurant.
- 2014. Segundo mejor restaurante del mundo para El Celler de Can Roca, por la revista Restaurant.[4]
- 2015 Mejor restaurante del mundo para El Celler de Can Roca, por la revista Restaurant.

## Publicaciones
- El Celler de Can Roca, de Joan, Josep y Jordi Roca. En catalán, español e inglés.